# Pałac w Szałszy
Pałac w Szałszy – zabytkowy pałac w miejscowości Szałsza.
Neogotycki pałac, nawiązujący stylem do angielskiego gotyku Tudorów. Świadczą o tym wieżyczki, ryzality i wieńczący budynek krenelaż. Obiekt wybudowany w 1877 na planie prostokąta przez Viktora von Groeling (1832-1903), który w 1857 ożenił się z Hedwig von Rheinbaben (1835-1892). W szczycie od frontu znajdują się herby. Obecnie jest własnością prywatną.

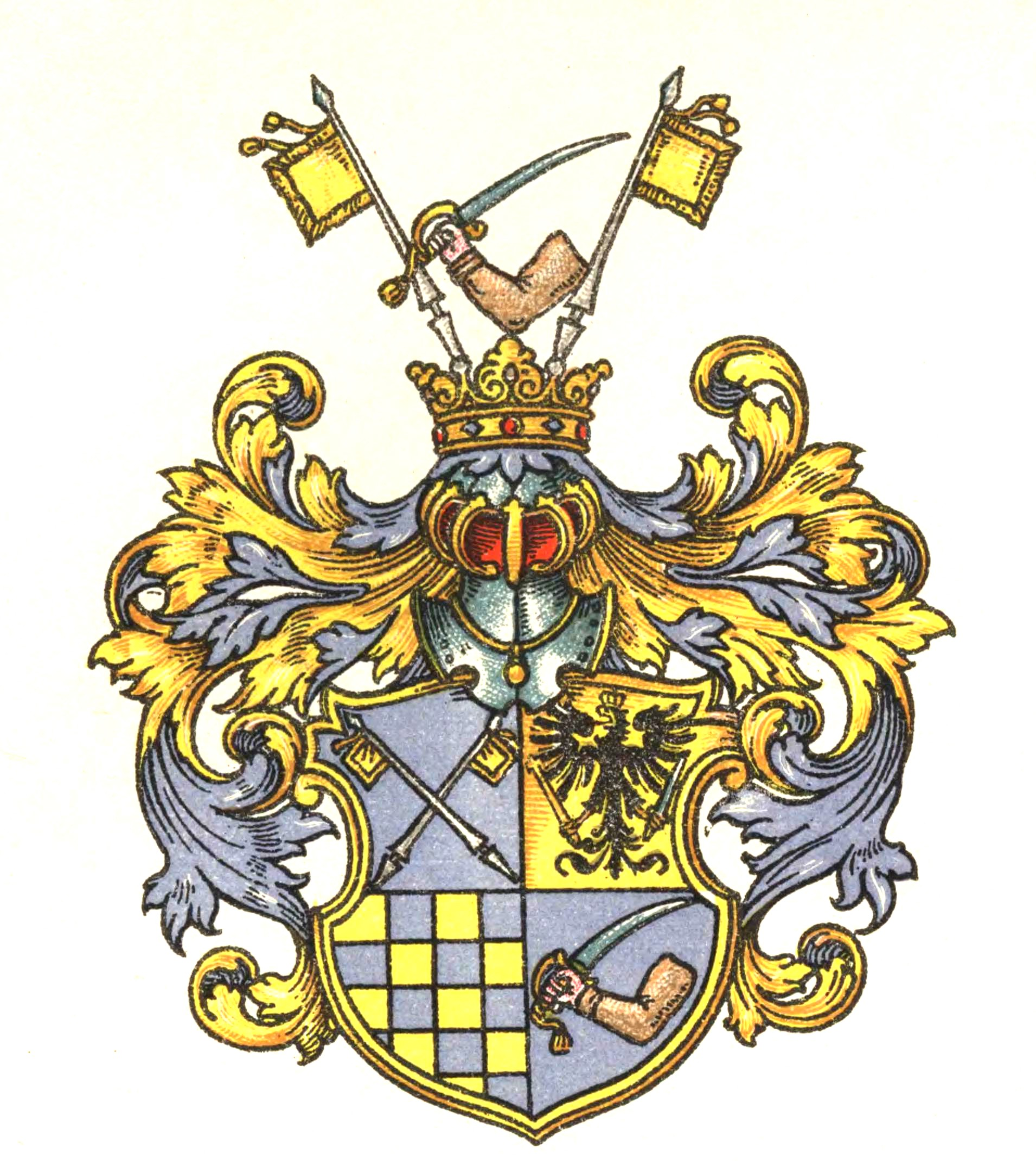
Herb Viktora von Groeling
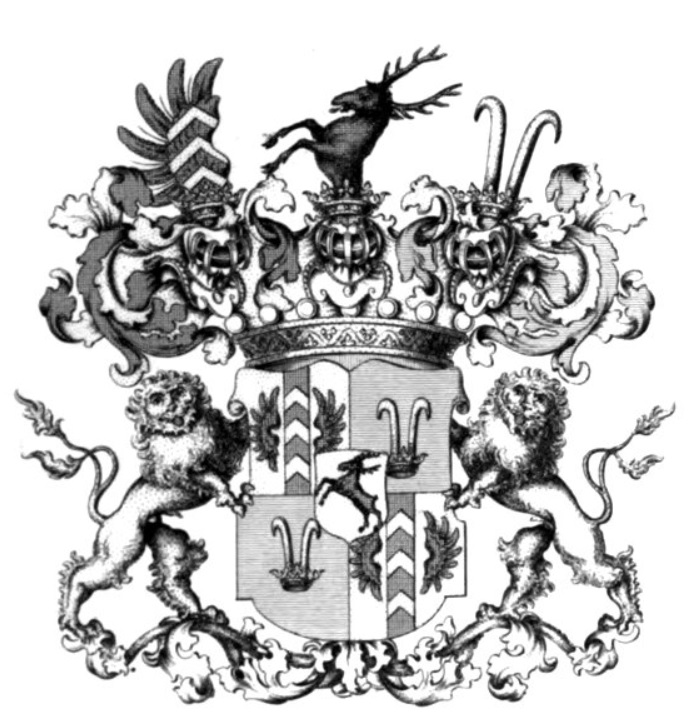
Herb Hedwig von Rheinbaben